# Billet de 100 euros
Vous lisez un « bon article » labellisé en 2012.  Il fait partie d'un « bon thème ».
Recto
Verso
Le billet de 100 euros (100 €) est le cinquième des sept billets en euro par ordre croissant de valeur, utilisé depuis l'introduction réelle de l'euro en 2002. Il est utilisé dans vingt États membres de l'Union européenne, quatre micro-États non-membres de l'UE mais disposant de conventions monétaires, ainsi que dans deux autres pays européens hors de l'Union qui l'ont adopté unilatéralement et sans convention monétaire.
Près de 350 millions de personnes effectuent leurs paiements en espèces avec une seule monnaie.
C'est le troisième plus grand billet d'euro, mesurant pour la première série 147 × 82 millimètres et pour la seconde série 147 × 77 millimètres. Il est de couleur verte. Il représente une arche d'architecture baroque sur le recto et un pont d'architecture baroque sur le verso (entre le XVIIe et le XVIIIe siècle).
Le billet de 100 euros possède de nombreuses caractéristiques de sécurité telles qu'une pastille holographique, un filigrane, de l'encre ultraviolette et des microimpressions, une impression en relief, une fenêtre portrait transparente… qui certifient son authenticité.
Au 1er janvier 2025, il y avait 4 054 830 809 billets de 100 euros en circulation dans le monde, pour une valeur totale de 405 483 080 900 €.

## Historique

### Avant l'introduction
L'euro a été mis en place le 1er janvier 1999. Il devint alors la monnaie de plus de 300 millions de personnes en Europe. Pendant les trois premières années d'existence, l'euro était une monnaie « invisible », uniquement utilisée en comptabilité. L'euro liquide fut officiellement introduit le 1er janvier 2002, il remplaça alors les pièces et les billets des monnaies nationales de la zone euro (12 membres à l'époque), à des taux fixes. Cette nouvelle monnaie remplaça alors des monnaies telles que le franc français, le Deutsche Mark, la livre irlandaise.

### Après l'introduction
La période de double-circulation, durant laquelle les billets et pièces des monnaies nationales et de l'euro étaient acceptés, dura deux mois, jusqu'au 28 février 2002, date officielle à laquelle les monnaies nationales cessèrent d'avoir un cours légal. Cette date varia cependant de quelques semaines selon les pays : c'est en Allemagne où la monnaie nationale cessa la première d'avoir un cours légal, à la date du 31 décembre 2001. La période de double-circulation y durera cependant également deux mois. Même une fois le cours des anciennes monnaies devenu illégal, ces dernières continuèrent d'être acceptées par les banques centrales durant une période minimale de 10 ans, voire sans limite dans le temps, selon les pays,. En Belgique, tous les billets émis après 1945 et d'une valeur supérieure à 100 francs belges (l'équivalent de 2,50 euros) peuvent être échangés pour une durée illimitée auprès de la banque centrale de ce pays.

## Différentes séries de billets de100 euros

### Première série
Jusqu'en mai 2019, il n'y a eu officiellement qu'une seule série de billets de 100 euros, gardant les mêmes signes de sécurité. Leur tirage initial porte la signature du président de la Banque centrale européenne, Wim Duisenberg, remplacé par Jean-Claude Trichet le 1er novembre 2003, lui-même remplacé par Mario Draghi le 1er novembre 2011. Il y a donc trois billets différents de 100 euros avec trois signatures différentes, en fonction de leur date d'impression. Toutefois, ils sont tous estampillés 2002, date à laquelle les coupures de la première série ont été introduites.

### Deuxième série
Le nouveau billet de 100 euros de la série « Europe » a été présenté le 17 septembre 2018 et mis en circulation le 28 mai 2019 avec des signes de sécurité renforcés et plus complexes, ce qui rendra la contrefaçon encore plus difficile.

### Comparaison visuelle
|                                   |  |                                    |
| Avers du premier billet de 100 €. |  | Revers du premier billet de 100 €. |

|                                  |  |                                   |
| Avers du second billet de 100 €. |  | Revers du second billet de 100 €. |

### Signatures

Signature du premier président de la BCE, Wim Duisenberg.
Signature du deuxième président de la BCE, Jean-Claude Trichet.
Signature du troisième président de la BCE, Mario Draghi.
Signature de l'actuelle présidente de la BCE, Christine Lagarde.

## Design

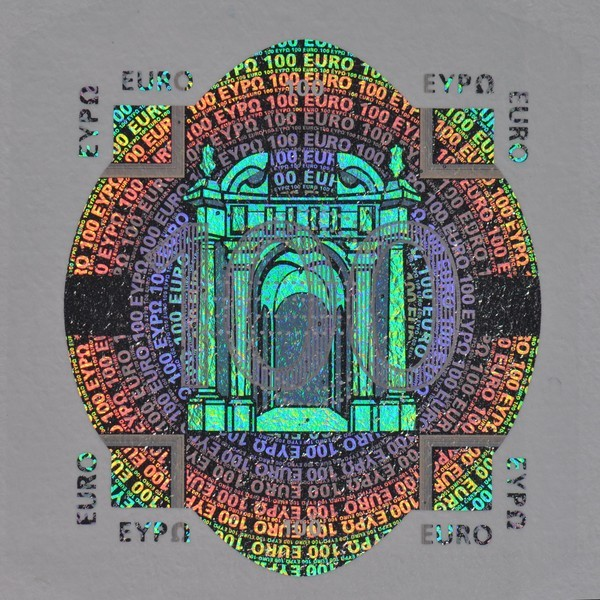
La pastille holographique sur le billet de 100 euros.

Le billet de 100 euros est la troisième coupure en euro avec la valeur la plus haute, mesurant 147 × 82 millimètres (série 2002) et 147 × 77 millimètres (série 2019). Il est de couleur verte. Ils représentent tous des ponts, arches et portes dans des styles historiques européens différents. Le billet de 100 euros dépeint l'architecture baroque (entre les XVIIe et XVIIIe siècles). Les dessins initiaux de Robert Kalina devaient représenter de vrais monuments existants, mais pour des raisons politiques, le pont et l'arche sont plus simplement des exemples hypothétiques de l'ère architecturale romane.
Comme sur tous les billets en euro, on peut observer la dénomination de la coupure (100 EURO/ΕΥΡΩ/ЕВРО), le drapeau de l'UE, la signature du président de la BCE, les initiales de la BCE dans toutes les langues officielles de l'UE (BCE, ECB, ЕЦБ, EZB, EKP, EKT, ESB, EKB, BĊE et EBC), une carte de l'Europe, une représentation des territoires d'outre-mer de l'UE (on peut observer, en bas au centre, les îles Canaries et des territoires français utilisant l'euro) et les étoiles du drapeau de l'UE.

### Caractéristiques de sécurité

#### Première série
Les billets de 100 euros sont protégés par une pastille holographique, un nombre à couleur changeante, une constellation EURion, un filigrane, des micro-impressions, de l'encre ultra-violette, une impression en relief, un fil de sécurité, des micro-perforations, un nombre incomplet (visible par transparence), et un numéro de série. Le numéro de série commence par une lettre. Cette lettre correspond à la banque centrale à laquelle les billets sont destinés. Par exemple, un numéro de série commençant par la lettre E, indique que le billet a été destiné et distribué par la banque centrale de Slovaquie, mais ce n'est pas forcément cette dernière qui l'a produit.

#### Deuxième série
Suivant le site de la BCE, il y a six signes de sécurité principaux : l’impression en relief (le billet comporte au recto des petites lignes imprimées en relief sur les bordures), le filigrane portrait (par transparence, le portrait d’Europe, une copie du motif principal et la valeur du billet apparaissent à gauche), la fenêtre portrait située dans l’hologramme (devient transparente et fait apparaître un portrait d’Europe sur les deux faces du billet), le nombre émeraude (la valeur passe du vert émeraude au bleu profond) avec de petits symboles de l’euro à l’intérieur, l’hologramme portrait et l’hologramme satellite (en haut de la bande argentée, de petits symboles de l’euro gravitent autour du nombre lors d'une inclinaison)

### Identification des billets

#### Première série
Chaque coupure de 100 euros possède un numéro de série commençant par une lettre qui correspond à la banque centrale à laquelle il est destiné. L'imprimeur est signalé par une lettre dans l'étoile du recto. Cette lettre est suivie par une série de chiffres désignant la matrice utilisée à l'impression puis par un code (une lettre et un chiffre) correspondant à la position du billet sur la planche.

#### Deuxième série
Chaque billet de la deuxième série possède un numéro de série qui commence par deux lettres. La première correspondant à l'imprimeur, dont les codes diffèrent des précédents, en partie inspirés par les anciens codes d'identification de la banque centrale destinataire des billets. La seconde varie séquentiellement en suivant l'alphabet, en parallèle avec la séquence numérique. La mention de la banque centrale destinataire disparaît donc.

#### Liste des codes
La page « détail des codes d'identification » reprend l'ensemble des codes pour les deux séries.

## Production et stockage des billets

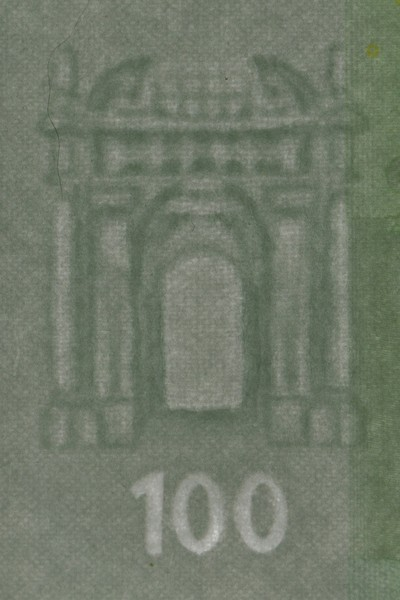
Le filigrane sur le billet de 100 euros.

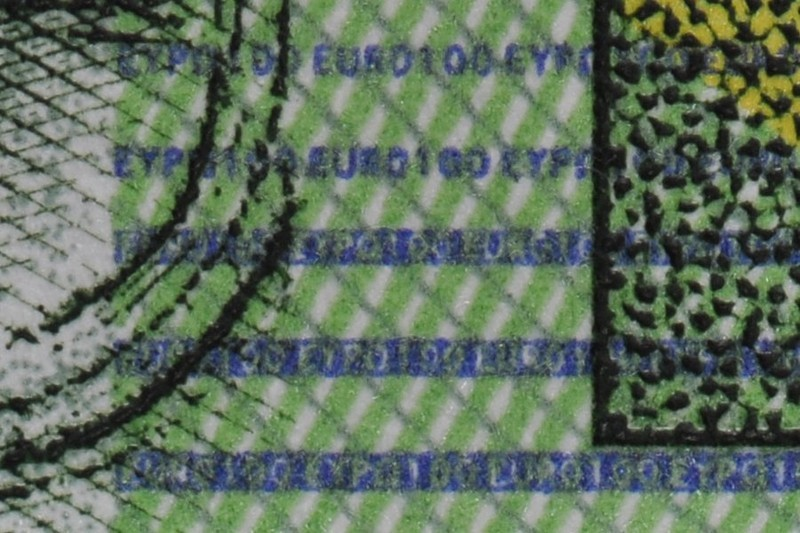
Micro-impressions sur le billet de 100 euros.

En avril 2001, la BCE a décidé qu’après l'introduction de l’euro, la production des billets en euros serait décentralisée et mise en commun (pooling). Dès lors, depuis 2002, chaque banque centrale nationale de chaque État membre de la zone euro fournit une partie de la production annuelle totale de certains billets. La banque centrale concernée prend en charge les coûts de production au titre de la part qui lui a été indiquée.
En septembre 2002, la BCE a décidé de mettre en place un stock stratégique de l’Eurosystème (c’est-à-dire la Banque centrale européenne (BCE) et les dix‑sept banques centrales nationales (BCN) de la zone euro). Ce stock est utilisé dans des circonstances exceptionnelles, lorsque les stocks au sein de la zone euro sont insuffisants pour faire face à une hausse inattendue de la demande en billets ou en cas d’interruption inattendue de leur approvisionnement. Les stocks permettent aux banques centrales nationales de gérer à tout moment une variation de la demande de billets. Grâce aux stocks logistiques, il est possible de répondre à leur demande dans des circonstances normales. Ces stocks permettent également de remplacer les coupures impropres à la circulation, de faire face à une progression attendue de leur utilisation, de répondre aux fluctuations saisonnières de leur demande et d’optimiser leur transfert entre les succursales des banques centrales.

## Émission du billet
Légalement, la Banque centrale européenne et les banques nationales de chaque pays membre de la zone euro ont le droit d'émettre les 7 coupures en euro différentes. En pratique, seules les banques nationales sont dans la capacité d'émettre ces dernières. La Banque centrale européenne ne possède pas de caisses et n'est impliquée dans aucune opération de trésorerie.

## Circulation
Au 1er janvier 2025, il y avait 4 054 830 809 billets de 100 euros en circulation dans le monde, pour une valeur totale de 405 483 080 900 €.
La Banque centrale européenne contrôle constamment la circulation et le stock de pièces et de billets en euro. C'est une tâche effectuée par l'Eurosystème (c’est-à-dire la Banque centrale européenne (BCE) et les vingt banques centrales nationales (BCN) de la zone euro) pour assurer un approvisionnement efficace et sans heurts de l'euro et pour en maintenir l'intégrité.

### Statistiques
La Banque centrale européenne fournit chaque mois des statistiques sur le nombre de billets en circulation.
Il s’agit d’un nombre net, à savoir du nombre de billets émis, diminué de la somme des billets retirés ou rentrés et des billets en dépôt dans les banques nationales de la zone euro.
Le billet de 100 euros est celui qui, comparativement aux autres coupures, progresse le plus en nombre. Il a dépassé le nombre de billets de 5 euros puis celui de 10 euros. De la 5e place, le billet de 100 euros est ainsi passé à la 3e place.
Les chiffres fournis sont les suivants :
| Année                                                     | Coupures      | Montant         | Année | Coupures      | Montant         | Année | Coupures      | Montant         |
| --------------------------------------------------------- | ------------- | --------------- | ----- | ------------- | --------------- | ----- | ------------- | --------------- |
| *                                                         | 364 031 436   | 36 403 143 600  | 2007  | 1 209 329 905 | 120 932 990 500 | 2013  | 1 850 015 381 | 185 001 538 100 |
| 2002                                                      | 673 170 705   | 67 317 070 500  | 2008  | 1 381 014 947 | 138 101 494 700 | 2014  | 2 016 165 717 | 201 616 571 700 |
| 2003                                                      | 809 767 028   | 80 976 702 800  | 2009  | 1 471 861 127 | 147 186 112 700 | 2015  | 2 144 782 443 | 214 478 244 300 |
| 2004                                                      | 919 398 800   | 91 939 880 000  | 2010  | 1 551 066 921 | 155 106 692 100 | 2016  | 2 432 578 136 | 243 257 813 600 |
| 2005                                                      | 1 018 442 381 | 101 844 238 100 | 2011  | 1 649 945 591 | 164 994 559 100 | 2017  | 2 623 675 137 | 262 367 513 700 |
| 2006                                                      | 1 116 412 654 | 111 641 265 400 | 2012  | 1 706 141 626 | 170 614 162 600 | 2018  | 2 804 486 391 | 280 448 639 100 |
| * : au lancement de l'euro fiduciaire (1er janvier 2002). |               |                 |       |               |                 |       |               |                 |

Le 28 avril 2019, une nouvelle série « Europe » a été émise.
Les billets de la première série ont été émis concurremment durant quelques mois avec ceux de la série « Europe » jusqu’à épuisement des stocks existants, puis ils seront progressivement retirés de la circulation. Les deux séries circulent donc parallèlement mais la proportion tendra inévitablement vers une forte diminution de la première série.
| Année | Coupures      | Montant         | Reliquat 1re série | Proportion | Année | Coupures      | Montant         | Reliquat 1re série | Proportion |
| ----- | ------------- | --------------- | ------------------ | ---------- | ----- | ------------- | --------------- | ------------------ | ---------- |
| 2019  | 3 051 003 315 | 305 100 331 500 | 2 519 442 151      | 82,6 %     | 2020  | 3 366 199 769 | 336 619 976 900 | 2 260 239 741      | 67,1 %     |

La publication des statistiques les plus significatives du nombre de billets en circulation relevées chaque année est celle du 31 décembre, ce nombre étant le plus élevé de l'année.
Les statistiques pour l'ensemble des billets et pour chaque valeur au 1er janvier 2021 sont disponibles à la page générale des billets de banque en euros.

### Suivi des billets
Il existe plusieurs sites web et communautés qui permettent de suivre les billets de banque en euro, de savoir où ils voyagent et où ils ont voyagé. Le site web le plus connu est EuroBillTracker. Le but est d'enregistrer le plus de billets possibles afin de connaître les détails de leur propagation, par exemple d'où et vers où ils se déplacent. Ou encore où un billet a été vu, pour générer des statistiques et des classements, par exemple, dans quels pays il y a le plus de billets. EuroBillTracker en a enregistré plus de 96 millions en octobre 2011, soit plus de 1,876 milliard d'euros.

## Contrefaçon
Pour la BCE, les billets en euro sont très difficiles à contrefaire en raison d'un nombre important de signes de sécurité. Cependant, la qualité des planches qui sortent des ateliers clandestins est croissante et les nouvelles technologies permettent de produire plus facilement des faux billets de bonne facture,. La coupure de 100 € est la troisième la plus contrefaite. Elle représentait 16 % des billets en euro contrefaits au 2d semestre 2011, soit 49 600 billets de 100 € contrefaits. La BCE et les banques centrales nationales recommandent d'être vigilant, et de reconnaître les faux-billets par la méthode simple de « Toucher-Regarder-Incliner ». Selon l'expert judiciaire Gilles Duteil, ces estimations ne sont pas réalistes et il est « très difficile de déterminer un chiffre réellement significatif ».
Pour lutter contre cette contrefaçon, la BCE utilise des techniques de pointe lors de l'impression et un certain nombre de signes de sécurité, signes qui suffisent à dissuader les faux-monnayeurs. Elle dispose d'un centre d'analyse de la contrefaçon, qui coopère étroitement avec Europol. Ce centre analyse les billets contrefaits récupérés par la police, afin de mieux prévenir les futures contrefaçons. La BCE dispose également d'un Groupe de dissuasion de la contrefaçon des banques centrales (CBCDG). Il a pour mission de dissuader la contrefaçon numérique et, en empêchant la production de faux-billets, de réduire les dommages causés aux particuliers et aux entreprises qui seraient amenés à recevoir de faux-billets. Il utilise des technologies de lutte contre la contrefaçon qui empêchent l’acquisition ou la reproduction, au moyen d’ordinateurs individuels ou d’outils d’imagerie numérique, de l’image d’un billet protégé. Le CBDG a également pour but de prévenir la reproduction non autorisée de billets.

## Impact environnemental
L'UE étant une institution ayant une politique environnementale très stricte, il était important à ses yeux de minimiser l'impact environnemental lors de la fabrication de coupures en euro. La Banque centrale européenne dit essayer assidûment de faire un usage judicieux des ressources naturelles dans sa fourniture en billets, en maintenant la qualité de l'environnement et en garantissant la santé des personnes.
Les billets de banque en euro sont sains d'utilisation : des tests indépendants confirment qu'ils satisfont tous les critères imposés par l'Union européenne, y compris les critères sur les substances chimiques utilisées. Toutes les substances utilisées dans les billets sont dans une concentration en dessous de toute limite.

## Sources
- (en) Cet article est partiellement ou en totalité issu de l’article de Wikipédia en anglais intitulé « 100 euro note » (voir la liste des auteurs).

#### Conventions monétaires et législation
- Convention monétaire entre le gouvernement de la République française et le gouvernement de Son Altesse sérénissime le prince de Monaco, JOUE, 31 mai 2002, 15 p. (lire en ligne)
- Convention monétaire entre la République italienne, au nom de la Communauté européenne, et la République de Saint-Marin, JOUE, 27 juillet 2001, 4 p. (lire en ligne)
- Convention monétaire entre la République italienne, au nom de la Communauté européenne, et l'État de la Cité du Vatican, représenté par le Saint-Siège, 25 octobre 2001, 4 p. (lire en ligne)
- Accord monétaire entre l'Union européenne et la Principauté d'Andorre (lire en ligne)

#### Sites officiels
- (en) Alf Young, « Témoin d'une étape importante de l'histoire européenne », The Herald,‎ 1er janvier 2002 (lire en ligne, consulté le 23 octobre 2011)
- (en) Philippe Girolami, Anssi Johansson, Marko Schilde, « À propos du site », sur EuroBillTracker, 1er janvier 2002 (consulté le 21 octobre 2011)
- (en) Philippe Girolami, Anssi Johansson, Marko Schilde, « Statistiques », sur EuroBillTracker, 1er janvier 2002 (consulté le 21 octobre 2011)
- BCE, « Note d’information semestrielle sur la contrefaçon des billets en euros », sur le site officiel de la Banque centrale européenne, 16 janvier 2012
- BCE, « La lutte contre la contrefaçon », sur le site officiel de la Banque centrale européenne
- BCE, « Les effets de la production et de l’utilisation des billets en euros sur l’environnement », sur le site officiel de la Banque centrale européenne, 20 décembre 2007 (consulté le 2 décembre 2011)
- (en) BBC News, « Money talks - la nouvelle monnaie (Euro) », BBC News,‎ décembre 1996 (lire en ligne, consulté le 13 octobre 2011)
- (en) BCE, « Circulation », sur le site de la Banque centrale européenne, août 2011 (consulté le 13 octobre 2011)
- BCE, « Carte de la zone euro 1999-2011 », sur le site de la Banque centrale européenne
- (en) BCE, « Le 10e anniversaire des billets et pièces en euros », sur le site officiel de la Banque centrale européenne, 1er décembre 2011 (consulté le 2 décembre 2011)
- BCE, « Introduction - la production et les stocks de billets », sur le site officiel de la Banque centrale européenne (consulté le 10 mai 2012)
- BCE, « Les billets - les sept coupures », sur le site officiel de la Banque centrale européenne (consulté le 10 mai 2012)
- BCE, « Les signes de sécurité : Incliner », sur le site de la Banque centrale européenne (consulté le 10 mai 2012)
- BCE, « Signes de sécurité supplémentaires », sur le site de la Banque centrale européenne (consulté le 10 mai 2012)
- BCE, « Les signes de sécurité : Regarder », sur le site de la Banque centrale européenne (consulté le 10 mai 2012)
- BCE, « Les signes de sécurité : Toucher », sur le site officiel de la Banque centrale européenne, 2002 (consulté le 9 octobre 2011)
- BCE, « Caractéristiques de sécurité », sur le site officiel de la Banque centrale européenne, 2008 (consulté le 13 octobre 2011)
- BCE, « Introduction - L'utilisation de l'euro », sur le site de la Banque centrale européenne (consulté le 10 mai 2012)
- BCE, « Concours graphique organisé en vue de la première série de billets en euros », sur le site de la Banque centrale européenne (consulté le 10 mai 2012)
- (it) « Cambio banconote e monete in lire », sur le site de la Banque d'Italie, 13 avril 2011 (consulté le 14 octobre 2011)
- BCE, « Les billets - les éléments graphiques », sur le site de la Banque centrale européenne (consulté le 10 mai 2012)
- (en) « Pièces en euro d'Andorre », sur Eurocoins.co.uk, 2003 (consulté le 15 octobre 2011)